# Dream a Little Dream of Me (Supernatural)
"Dream a Little Dream of Me" (no Brasil, "Sonhe Comigo") é o décimo episódio da  terceira temporada da série de televisão de fantasia e terror Supernatural, exibida originalmente nos Estados Unidos pelo canal The CW. A narrativa segue os protagonistas da série Sam (Jared Padalecki) e Dean Winchester (Jensen Ackles) quando eles entram em um "mundo dos sonhos" para resgatar o comatoso Bobby Singer (Jim Beaver).
Escrito por Sera Gamble e Cathryn Humphris, o episódio foi dirigido por Steve Boyum. Ele aprofunda a história de Bobby, e também apresenta um grande ponto de viragem na busca da auto-estima de Dean. Muitas sequências de sonhos tiveram que ser alteradas devido a problemas de produção, embora o criador da série Eric Kripke acredite que beneficiou o episódio.
Os críticos deram críticas geralmente positivas que elogiaram Ackles pelo seu desempenho duplo e pela equipe de produção por seu trabalho nas sequências dos sonhos. No entanto, eles criticaram fortemente as ações da personagem Bela Talbot (Lauren Cohan).

## Enredo
Dentro de uma paisagem de sonhos, o caçador Bobby Singer (Beaver) está olhando ao redor de uma casa velha e de repente é atacado por uma mulher (Elizabeth Marleau). Uma empregada doméstica tenta inutilmente acordá-lo em seu quarto de motel. Enquanto isso, Dean Winchester (Ackles) encontra seu irmão Sam (Padalecki) bebendo em um bar no meio da tarde. Quando Dean o questiona, um Sam embriagado admite que está chateado por não poder salvar Dean de seu pacto demoníaco, o que deixou apenas um ano para viver. O que incomoda ainda mais Sam é que Dean, que tem pouca autoestima, nem sequer se preocupa com o seu destino. Sua conversa é interrompida por um telefonema do hospital.
Depois que os irmãos visitam Bobby, que está em um coma inexplicável, eles investigam seu quarto de motel e encontram um artigo de jornal sobre um médico que sofreu uma morte relacionada ao sono. Dean visita o consultório do médico e descobre que ele estava conduzindo experimentos secretos de sonho para seu estudo sobre distúrbios do sono. Dean acompanha Jeremy, um jovem que fazia parte do estudo do sono porque não podia sonhar. Enquanto falam, Jeremy oferece a Dean uma cerveja, e ele bebe. Jeremy (G. Michael Gray) revela que o experimento lhe permitiu sonhar bebendo um chá amarelo, mas os sonhos o assustaram tanto que ele saiu do estudo. Sam, que tem estado ocupado conduzindo pesquisas, depois diz a Dean que uma planta conhecida como "Raiz do Sonho Africano" supostamente permite que uma pessoa entre e manipule os sonhos dos outros; eles acreditam que alguém matou o médico desta forma e agora está alvejando Bobby. Como um Bobby aterrorizado se esconde em um armário dentro de seu sonho, Dean sugere a Sam que eles mesmos usem a raiz dos sonhos para salvá-lo.
Os irmãos contatam Bela Talbot (Cohan)—uma ladra e um incômodo freqüente no caminho dos Winchesters—para fornecê-los com a raiz ideal. Ela entra no quarto do motel vestindo um casaco de trincheira, e o tira revelando a lingerie por baixo. Ela começa a apaixonadamente beijar Sam, e eles se deitam na cama. No entanto, Sam logo é despertado de seu sonho por Dean, e Bela chega momentos depois. Ela lhes dá a raiz dos sonhos sem argumento—ela afirma que Bobby salvou sua vida em Flagstaff—mas depois é expulsa. Os irmãos usam a raiz para fazer chá e logo se encontram-se numa versão limpa da casa de Bobby. Sam sai para o cenário iluminado de flores e pássaros cantando, mas fica trancado fora da casa. Dentro, Dean localiza Bobby, que não acredita que está sonhando. Uma mulher com feridas de facada se aproxima deles, e Bobby revela que ela é sua esposa. Anos antes, ela se tornou possuída, e Bobby foi forçado a esfaqueá-la porque ele não sabia como exorcizar o demônio dela; sua morte o levou a se tornar um caçador. Enquanto Sam é atacado do lado de fora por um Jeremy irritado, Bobby assume o controle do sonho, e eles despertam.
Bobby explica que o homem que atacou Sam é Jeremy Frost; ele era incapaz de sonhar porque seu pai brutalmente o atingiu na cabeça com um taco de beisebol. O DNA do alvo é um ingrediente necessário para o chá da raiz dos sonhos, e Jeremy adquiriu Bobby, oferecendo-lhe uma cerveja. Dean percebe que cometeu o mesmo erro. Vulneráveis a Jeremy, ambos ficam acordados por dois dias enquanto tentam localizá-lo. Incapaz de resistir por mais tempo, Dean vai dormir para enfrentar Jeremy, e Sam usa a raiz do sonho para entrar em seu sonho. Os irmãos encontram uma versão de sonho de Lisa Braeden (Cindy Sampson)—o interesse amoroso anterior de Dean—ao ar livre em um cobertor com uma cesta de piquenique. Ela convida Dean para se juntar a ela, e diz-lhe que ela o ama antes de desaparecer. Embora Dean nega ter esse sonho antes, é uma óbvia mentira. Sam vê Jeremy por perto e o persegue, e Dean encontra-se em um longo corredor. Ele entra em seu quarto de motel, e vem cara a cara com uma versão sonhada dele; ele é seu próprio pior pesadelo. O Dean do sonho comenta sobre os sentimentos do verdadeiro Dean de inutilidade e autoaversão; ele também considera Dean como "estúpido e obediente como um cão de ataque", observando que suas posses, personalidade e motivos são todos oriundos de seu pai. Quando o Dean do sonho o chama de "bom soldado e nada mais", o verdadeiro Dean reage violentamente e exclama que não merecia os fardos que seu pai lhe colocou e que não merece ir para o Inferno. O verdaderiro Dean atira em seu doppelganger com uma espingarda, mas ele retorna à vida como um demônio. O Dean do sonho insinua que ele não pode escapar de seu destino, e lembra-lhe que a exposição ao Inferno vai transformá-lo em um demônio.
Em outro lugar, Sam encontra e confronta Jeremy. Este último manipula a paisagem do sonho a seu favor, mas Sam retalia convocando a forma do pai de Jeremy. Um Jeremy aterrorizado é distraído, e Sam o mata com um bastão de beisebol. Os irmãos então despertam de seus sonhos. Quando descobrem que Bela mentiu sobre Bobby salvar sua vida, eles percebem que ela roubou o Colt—uma arma mística capaz de matar qualquer coisa—deles. Quando os irmãos se preparam para sair para caçá-la, Dean admite que não quer morrer. Sam promete-lhe que vão descobrir uma maneira de salvá-lo.

## Produção

### Concepção
Considerado pelo criador da série Eric Kripke sua homenagem ao filme Dreamscape,[carece de fontes?] o episódio foi o culminar de muitos lançamentos anteriores. A escritora Sera Gamble estava sugerindo um episódio baseado em sonhos desde a primeira temporada da série, mas não foi feito até a terceira temporada onde os autores encontraram um conceito viável. Embora Cathryn Humphris tenha sido escolhida para escrever "Dream a Little Dream of Me" devido à sua posição sobre a rotação dos roteiristas, ela se uniu a Gamble para desenvolver a história. Nesse emparelhamento, Humphris comentou: "Eu acho que nós nos complementamos bem. Sera é ótima nos momentos realmente assustadores, e eu acho que sou muito bom em alguns dos tecidos conjuntivos e colocar coisas juntas no grande panorama.""

### Roteiro
"Dream a Little Dream of Me" mergulha na história do caçador Bobby Singer. Os escritores sempre souberam que sua história seria "fundamentada na família". Refletindo isto, o teaser original descreveu as mortes sobrenaturais dos filhos de Bobby; enquanto janta com sua família, as gargantas de seus filhos são sobrenaturalmente cortadas sobrenaturais, e eles lhe perguntam: "Por que, papai, por que deixou isso acontecer?" No entanto, os escritores não poderiam determinar para onde ir a partir daí. Seguindo o passo anterior de Humphris de Bobby ser um exorcista especialista por causa de um anterior exorcismo fracassado, o foco mudou para o tormento de Bobby sobre matar sua esposa demoníacamente possuída.
Outras sequências de sonho planejadas foram drasticamente alteradas devido a problemas de produção. Uma dessas cenas, feita para parecer um estoque de filme de estilo dos anos 80, tinha Dean sendo confrontado pelo serial killer Jason Voorhees da série de filmes Sexta-Feira 13. Depois que a produção não teve os direitos de usar o personagem, Kripke fez todos verem Friday the 13th: The Final Chapter para ajudá-los a criar a "fac-símile perfeita" de Jason. No entanto, o estudio de cinema que tinha concedido permissão percebeu alguns dias antes de filmar que não possuía os direitos. Na extrema necessidade de um novo conceito, os escritores lembraram a sequência de sonhos de Sam com Bela; desde Sam é revelado para ser um "cão de chifre" por baixo, os escritores queriam Dean sendo o oposto. Dean deseja secretamente uma família normal, então eles tiveram Cindy Sampson reprisando seu papel como Lisa Braeden—interesse amoroso de Dean de "The Kids are Alright". Em retrospecto, Kripke preferiu esta cena do que Jason porque é mais esclarecedora do personagem de Dean.
O outro sonho de Dean é um grande ponto de virada no enredo do personagem, após o que ele começa a ganhar auto-respeito e percebe que ele realmente quer viver. Ele começa a temporada com pouca auto-estima, e os escritores perceberam que esta perspectiva decorre de seu pai, John Winchester. Inicialmente, eles planejavam que Jeffrey Dean Morgan retomasse seu papel como John, que iria intimidar Dean dentro do sonho. Quando souberam que Morgan estava ocupado filmando Watchmen, os escritores encontraram inspiração na cena do ferro velho do filme Superman III, no qual as versões boas e más do Superman se confrontam. Kripke observou, no entanto, que a conversa entre os dois Deans ainda se concentra em John.

### Filmagens
As filmagens principais ocorreram em Vancouver, Columbia Britânica, com as cenas do hospital de Bobby sendo filmadas no hospital Eagle Ridge em Port Moody, Columbia Britânica. Para distinguir as sequências dos sonhos, o diretor de fotografia Serge Ladouceur usou a iluminação azul completa nos fundos—ele normalmente usa metade. As transições perfeitas entre cenas de sonho foram realizadas compactando o fundo com uma lente longa.

## Recepção
Em sua transmissão inicial, o episódio foi assistido por 2,68 milhões de espectadores. Recebeu críticas geralmente positivas dos críticos. Tina Charles da TV Guide ficou feliz em ver Jim Beaver se envolver mais na história, e elogiou Ackles por seu "trabalho incrível" durante o confronto entre os dois Deans. Ela descreveu as últimas cenas como "desatadas, mas dolorosas de assistir". Embora Charles estivesse feliz em ver o Colt ser roubado—ela achou que a arma era "muito fácil" e tinha perdido a sua mística—ela notou seu aborrecimento que os irmãos continuam a "parecer ridículos" porque Bela é capaz de roubar as coisas deles. Karla Peterson do The San Diego Union-Tribune deu ao episódio um A-. Apesar do "lento ritmo" da primeira metade, a "bagagem paterna" e o monstro da semana "construíram suficiente ressonância emocional para triunfar". Ela observou as performances dos atores, como o "grande momento de Winchester", no qual Sam discute o pacto demoníaco de Dean; para Peterson, "... o olhar escuro e ferido nos olhos de Jared Padalecki o vende totalmente". A "escrita de personagem brutalmente boa" e "trabalho verdadeiramente impressionante" feito para o encontro do sonho de Dean com ele mesmo também foi elogiado, com Peterson escrevendo, "Ackles dá duas de suas melhores performances na história da série. Como Charles, no entanto, ela apontou como "inusitadamente estúpido sobre Bela" os Winchester foram. Ela comentou: "Bela parece ter comido cérebros dos roteiristas para o café da manhã." O episódio recebeu uma pontuação de 7 em 7 de Brett Love, da TV Squad. O passado de Bobby no início foi um "choque" para ele, mas ele finalmente percebeu que "se encaixa muito bem". Love também pensou que o aspecto da raiz do sonho "funcionou muito bem", e considerou as paisagens sonhadoras "assustadoras e perturbadoras".